# Pitkäjärvi (sjö i Finland, Lappland, lat 69,05, long 28,50)
Pitkäjärvi är en sjö i Finland. Den ligger i kommunen Enare i landskapet Lappland, i den norra delen av landet, 1 000 km norr om huvudstaden Helsingfors. Arean är 21,8 hektar och strandlinjen är 3,97 kilometer lång. Sjön  ingår i Pasvik älvs huvudavrinningsområde. 